# Adieu ma Joliette
Adieu ma Joliette est la troisième histoire de la série Léo Loden par Christophe Arleston et Serge Carrère. Elle est publiée pour la première fois en 1993 aux éditions Soleil avant d'être rééditée en 1999.

## Synopsis
La Joliette, c'est le port industriel et commercial de Marseille. C'est donc aussi le théâtre d'un certain nombre de trafics en tout genre. Il était inévitable que Léo Loden y mette son museau, en particulier après la mort d'un ami de longue date de Tonton Loco, ressemblant étrangement à un règlement de comptes. Cette enquête haute en couleur le conduira à Cassis chez les pétanqueurs professionnels.

## Lieux et monuments dessinés

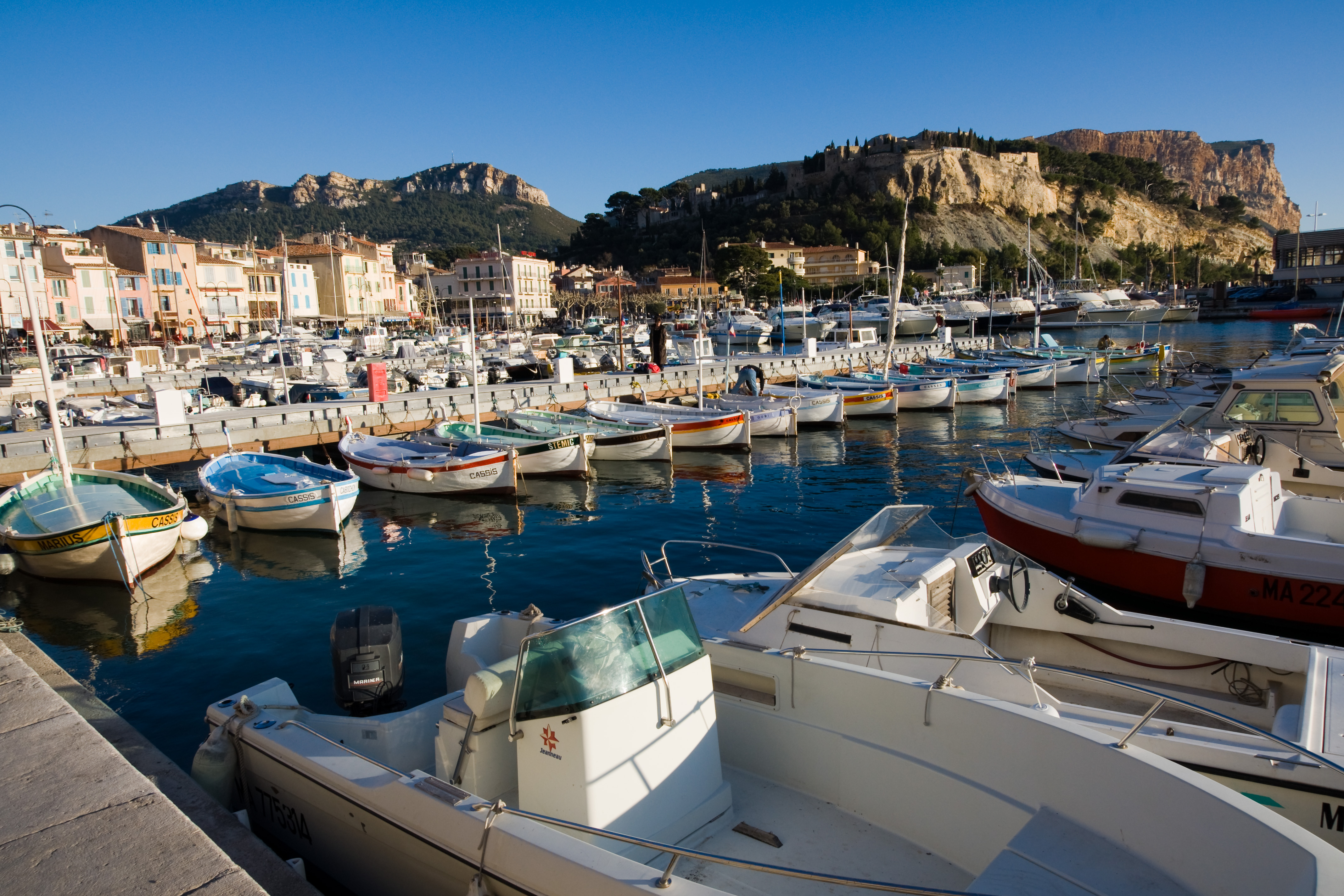
Le port de Cassis sert de décor aux investigations de Loden

L'action se déroule dans cet album non seulement à Marseille mais également à Cassis. On distingue ainsi plusieurs plans du port de Cassis où s'illustrent notamment des boulistes. Les calanques de Cassis sont également mentionnées lors de la sortie en mer de Loden et Loco.
Les investigations de Loden le mèneront également à Cavaillon, dans le département du Vaucluse, ce qui marque pour la première fois un déplacement de l'intrigue dans un autre département que celui des Bouches-du-Rhône.